# Wróżenie

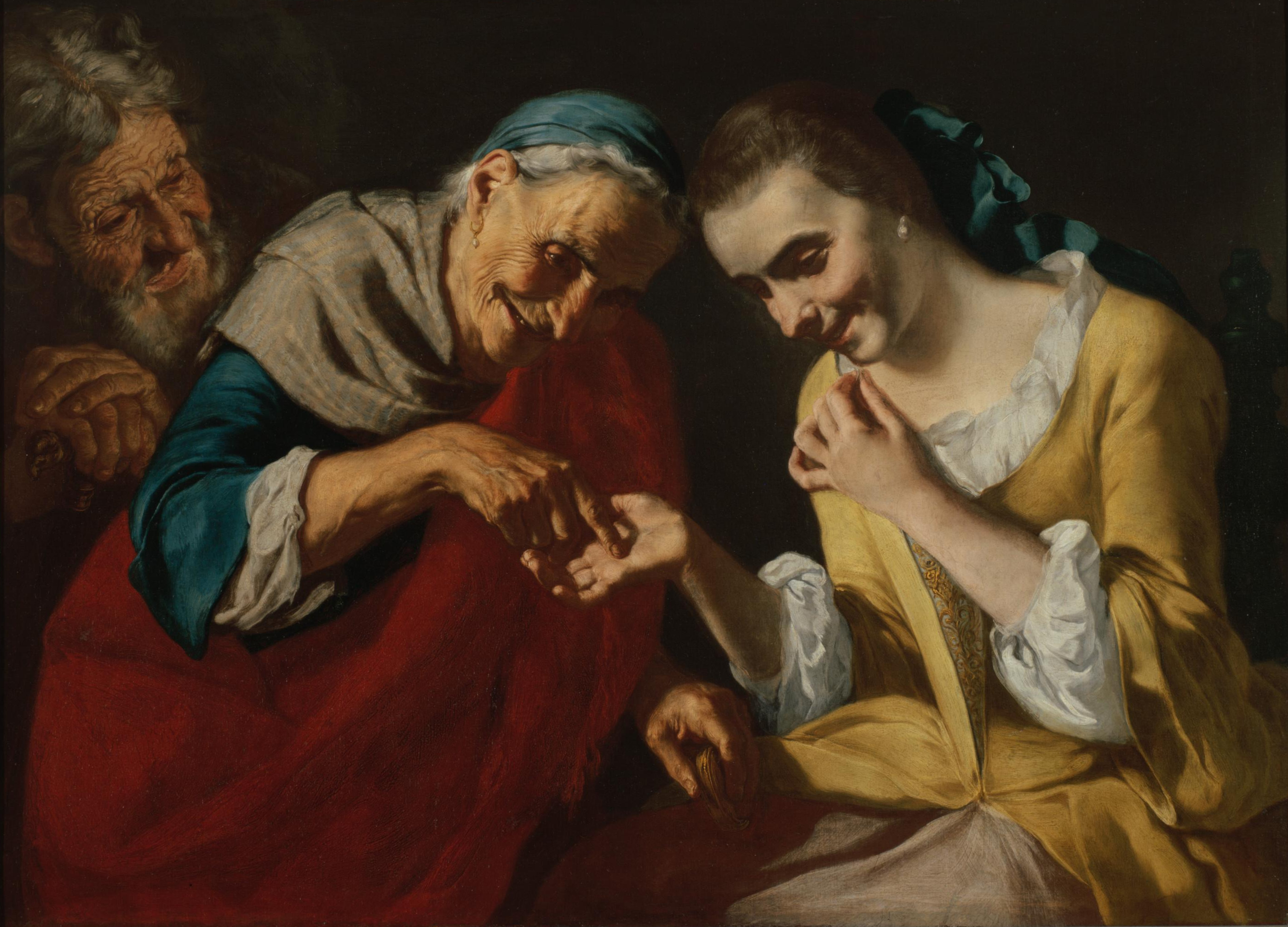
Wróżbiarka, obraz Gaspare’a Traversiego, poł. XVIII w.

Wróżenie (wróżbiarstwo, dywinacja) (łac. divinatio) – zespół czynności związanych z próbami przepowiadania przyszłości z pomocą specjalnych przedmiotów i technik, a według niektórych interpretacji, także sił nadnaturalnych (zob. siła wyższa). W środowisku naukowym wróżenie uznawane jest za pseudonaukę. Nie istnieje dowód potwierdzający skuteczność wróżenia.

## Osoby zajmujące się wróżeniem
Określenia osoby zajmującej się wróżeniem to w zależności od kontekstu m.in.: wróżbita, wróżbiarz, wróż, wróżek/wróżka, znachor, szaman, astrolog, mag, medium, prorok, wieszcz, augur. Istnieją także określenia pochodzące bezpośrednio od nazw technik wróżenia: np. osoba zajmująca się haruspicją to haruspik, a kabałą: kabalista.

## Metody wróżenia
Metody wróżenia można podzielić na wróżbiarstwo naturalne i obiektowe. Do tego pierwszego zaliczają się techniki, w których medium wróżbiarskim jest człowiek w sensie odczuć i natchnienia (np. onejromancja), a do drugiego wszystkie, w których odczytuje się znaki zawarte w przedmiotach lub zjawiskach. Granica między tymi dwoma typami jest dość płynna i nie wszystkie metody wróżenia da się dokładnie przypisać do którejś z nich.
Metody obiektowe można podzielić na siedem podrzędnych kategorii:
1. Wróżenie, w którym narzędziem wróżbiarskim jest człowiek w sensie fizycznym (np. chiromancja, amniomancja)
2. Wróżenie ze zwierząt - ich organizmów lub zachowań (np. alektromancja, haruspicjum)
3. Wróżenie z roślin i produktów spożywczych (np. alomancja, wróżenie z jabłka)
4. Wróżenie z obiektów codziennego użytku (np. tasenografia)
5. Wróżenie z liczb i alfabetów (np. numerologia, bibliomancja)
6. Wróżenie z przyrody i żywiołów (np. aeromancja, hydromancja)
7. Wróżenie z pomocą sił nadprzyrodzonych, demonów i duchów (np. nekromancja, demonomancja)

## Wróżenie a psychologia
Badania etnograficzne różnych kultur wykazały, że wróżby są równie popularne jak wiara w bóstwa. Większość przepowiedni odnosi się do szczęścia w miłości, majątku lub posiadania dzieci, czyli do tego co najbardziej interesuje większość ludzkości.
Niektórzy naukowcy przypisują popularności wróżbiarstwa kilka przyczyn psychologicznych:
1. Język wróżb jest prawie zawsze na tyle niejasny, aby trudno było zweryfikować ich prawdziwość w przyszłości, gdyż prawie zawsze pozostawia on dużą możliwość interpretacji, tego co ma się właściwie zgodnie z wróżbą wydarzyć.
2. Ludzie wierzący we wróżby mają skłonność do zapominania nieudanych przepowiedni. Za to doskonale pamiętają te, które się sprawdziły.
3. Wróżbiarze są dobrymi psychologami praktycznymi i umieją odgadywać, czego od nich oczekują klienci, „przepowiadając” im taką przyszłość, której się klienci podświadomie obawiają, lub odwrotnie – mówiąc im to, co chcą usłyszeć. Niektóre techniki dywinacyjne mają wiele wspólnego z testami projekcyjnymi, jakie obecnie stosuje się we współczesnej psychologii.

Wróżbiarze i ich entuzjaści zarzucają przeciwnikom i krytykom pomijanie w próbach interpretacji zjawiska współczesnej nauki, zwłaszcza odkryć fizyki, zgodnie z którymi wszechświat jest wielowymiarowy, czas zaś tylko jednym z jego wymiarów, specyficznym tylko dla naszego typu czasoprzestrzeni. Zdaniem wróżbiarzy miałoby to tłumaczyć fenomen wróżenia. Fizycy sądzą, że taka interpretacja ich badań, to pseudonauka pozbawiona jakichkolwiek dowodów eksperymentalnych. Niektórzy przeciwnicy wróżbiarstwa w swej krytyce opierają się głównie na interpretacjach religijnych. Postawa taka nie ma nic wspólnego z naukowym podejściem do badanego przedmiotu, bo nie odrzuca samej możliwość skutecznego przepowiadania przyszłości, lecz uznaje je za niemoralne (z punktu widzenia danej religii).

## Wróżenie a religia
Próby przepowiadania przyszłości, kontaktów ze zmarłymi czy czytania w myślach podejmowano już w odległej starożytności. Czarownicy, wróżbici i astrologowie występowali we wszystkich znanych kulturach starożytnych, gdzie pełnili często rolę kapłanów. Magia, w tym wróżbiarstwo, współistniała najczęściej z religią. Tak było u starożytnych Babilończyków, Egipcjan, Kananejczyków, Greków, Rzymian, Celtów, Słowian oraz wśród ludów zamieszkujących Afrykę, Australię i obie Ameryki. Techniki dywinacyjne są też znane i stosowane w wielu światowych religiach pochodzących z rejonów Indii i Chin: buddyzmie, taoizmie, hinduizmie.
Jedynym znanym wyjątkiem są wyznania oparte na wierzeniach starożytnych Hebrajczyków (judaizm, chrześcijaństwo, islam), ze względu na bardzo specyficzny obraz świata duchowego jaki został przez nie zaadaptowany ze Starego Testamentu.

### Świat duchowy w religiach abrahamicznych
- Kontakt z duchami zmarłych był niemożliwy, gdyż odchodziły one do krainy snu i zapomnienia zwanej szeolem (Księga Wyjścia 37:35; Księga Psalmów 6:5, 89:48; Księga Koheleta 9:10; Księga Izajasza 38:18). Bóg zezwalał zmarłym na kontakt z żywymi jedynie w bardzo wyjątkowych okolicznościach (1 Księga Samuela 28), zaś w pozostałych przypadkach dochodziło do kontaktów z duchami demonicznymi podszywającymi się pod zmarłych (Izajasza 8:19), stąd też Stary Testament określa spirytyzm i wróżbiarstwo mianem duchowego cudzołóstwa (Księga Kapłańska 20:6).
- Przepowiadanie przyszłości należało do proroków Jahwe, ale Mojżesz ostrzegał, że czasami będą je skutecznie stosowali także prorocy innych bóstw (Księga Powtórzonego Prawa 13:2, 3), za którymi stały duchy demoniczne (Powtórzonego Prawa 32:17). Dlatego też Mojżesz zakazał wszelkich praktyk okultystycznych (Powtórzonego Prawa 18:10, 11), zaś późniejsi prorocy potępiali astrologię i jasnowidzenie (Izajasza 47:13; Księga Jeremiasza 27:9; Księga Micheasza 3:7; Księga Zachariasza 10:2).
- Czytanie w myślach innych ludzi oraz poznanie ukrytych faktów z ich życia było możliwe tylko na drodze Bożego objawienia, gdyż Bóg jako jedyny zna głębię ludzkich serc (Księga Wyjścia 41; 1 Księga Królewska 8:39; Księga Psalmów 139; Księga Daniela 2). Jednak duchy demoniczne poruszające się po ziemi mogły przekazać część swojej wiedzy osobom praktykującym różne formy okultyzmu (Księga Hioba 1:7, 2:2; Księga Powtórzonego Prawa 18:14).

Dla powyższych przyczyn wróżbiarstwo w Prawie Mojżeszowym karano śmiercią, zaś w praktyce wszystkich okultystów wypędzano z Izraela (1 Samuela 28:3, 2 Księga Królewska 23:24; Zachariasza 13:2).
Jeden z nurtów judaizmu zaadaptował kabałę, będącą formą wróżbiarstwa.
Chrześcijaństwo potępiło wszelkie praktyki okultystyczne (Dzieje Apostolskie 19:19; List do Galatów 5:20; Apokalipsa 22:15), lecz odrzucono jednocześnie karne wymogi prawa Mojżeszowego (Ewangelia Jana 8:3–11). Kiedy chrześcijaństwo stało się w starożytnym Rzymie religią państwową, powrócono do zasad starotestamentowych, przywracając w IV wieku karę śmierci za praktykowanie wszelkich form astrologii. Od XVI wieku w wyniku procesów o czary, zarówno w krajach protestanckich, jak i katolickich, na stosach spalono lub powieszono wiele kobiet (także pewna liczbę mężczyzn) podejrzewanych o wróżenie lub uprawianie innej formy magii. Początkowo sprzeciwiali się temu jedynie wyznawcy pacyfistycznych wyznań protestanckich (waldensi, anabaptyści–huterianie, kwakrzy). W Polsce ostatnie procesy zakończone spaleniem czarownic przeprowadzono w początku XVIII wieku, w krajach skandynawskich, a nawet w Stanach Zjednoczonych trwały one do końca XVIII w.
Również Koran (5;3 oraz 5;90) zabrania wyznawcom Allaha praktykowania wróżbiarstwa.

## Najsłynniejsi wróżbici i wróżbitki
- Pytia
- Melampus
- Mimir
- Fineus
- Kalchas
- Nostradamus
- Sybilla Kumańska

## Statystyki
Według badań CBOS, w 2018 roku 11% Polaków korzystało z wróżbitów, przy czym kobiety trzykrotnie częściej od mężczyzn. Usługi wróżbiarskie były także popularne wśród rozwodników.